# Гипотеза Эрдёша об арифметических прогрессиях
Гипотеза Эрдёша об арифметических прогрессиях — предположение в аддитивной комбинаторике, сформулированное Палом Эрдёшем, согласно которому в случае, если сумма обратных величин положительных натуральных чисел некоторого множества расходится, то множество содержит сколь угодно длинные арифметические прогрессии.
Формально, если:
{\displaystyle \sum _{n\in A}{\frac {1}{n}}=\infty },
то есть {\displaystyle A} — большое множество, то {\displaystyle A} содержит арифметическую прогрессию любой наперёд заданной длины.
Эрдёш обещал в своё время премию в 3 тыс. долларов США за доказательство гипотезы, по состоянию на 2008 год была установлена премия в 5 тыс. долларов США.

## Связь с другими утверждениями

### Следствия из гипотезы
Гипотеза Эрдёша является обобщением теоремы Семереди (поскольку ряд {\displaystyle \sum \limits _{n=1}^{\infty }{\frac {1}{kn}}={\frac {1}{k}}\left({\sum \limits _{n=1}^{\infty }{\frac {1}{n}}}\right)} расходится как гармонический), а также теоремы Грина — Тао (поскольку сумма {\displaystyle \sum \limits _{p}{\frac {1}{p}}}, где суммирование ведётся по простым числам, также расходится).

### Утверждения, из которых следует гипотеза
Ввиду эквивалентности расхождению {\displaystyle \sum \limits _{t=1}^{\infty }{{a_{k}}(4^{t})}}, гипотеза Эрдёша может быть доказана, если будет доказано, что {\displaystyle \forall k\geq 3:\ \forall \varepsilon >0:\ a_{k}(N)=O\left({\frac {1}{(\log {N})^{1+\varepsilon }}}\right)}.
Однако на данный момент доказано только, что {\displaystyle a_{k}(N)=O\left({\frac {1}{(\log {\log {n}})^{c_{k}}}}\right)}, где {\displaystyle c_{k}=2^{-2^{k+9}}}, а также, в частном случае {\displaystyle k=3}, что {\displaystyle a_{3}(N)=O\left({\sqrt {\frac {\log {\log {N}}}{\log {N}}}}\right)}.